# Numerično krmiljenje
NC - numerično krmiljenje (angleško numerical control), kar pomeni številsko upravljanje. Obdelovalnemu stroju posredujemo vse podatek podatke za obdelavo v numerični obliki. Krmilje stroja te podatke procesira in jih prilagojene posreduje izvršilnim elementom na stroju.
Potrebne informacije so: 
- geometrija,
- obdelovalni pogoji, orodja,
- potek obdelave

Nosilci informacij so: 
- risba,
- izbor orodij
- delovni načrt

## Potek
Informacijo posredujemo primerjalnemu členu, ki jo primerja z dejansko vrednostjo. Če obstaja razlika, posreduje ukaze nastavitvenemu členu in ta elektromotorju na stroju. Premik zazna sistem za merjenje, ki posreduje ustrezne signale primerjalnemu členu. Postopek se ponavlja dokler ni dejanska vrednost enaka želeni.